# Terremoto del mar de Ojotsk de 2013
El terremoto del Mar de Ojotsk de 2013 fue un fuerte terremoto de 8,3 grados que sacudió Ojotsk el 24 de mayo. El sismo se sintió no solo en Ojotsk, sino pudo sentirse y percibirse en lugares lejanos como Emiratos Árabes Unidos, Italia, hasta México.

## Historia

### Terremoto
A las 16:44 (hora local) del 24 de mayo, un fuerte sismo de magnitud 8.3 se registró en el mar de Ojotsk, Rusia. El sismo se sintió no solo en Ojotsk, sino también se pudo lograr sentir en lugares lejanos como en la capital rusa Moscú, en Emiratos Árabes Unidos, Indonesia, Canadá, Estados Unidos hasta en zonas montañosas de México se pudo percibir el sismo, tal y como lo muestran los testimonios del USGS y el EMSC.

### Daños
A pesar de la magnitud del sismo, este no dejó daños en las zonas más cercanas al epicentro, donde se sintió con intensidad Mercalli de VII; aunque en lugares muy lejanos del epicentro, como en la ciudad de Atyrau en Kazajistán, y en la ciudad de Goleta de California, EE. UU., se pudo sentir el sismo con una intensidad mercalli de hasta VI; tal y como se puede ver en el USGS.